# Uovo dell'inverno
L'Uovo dell'inverno è una delle uova imperiali Fabergé, un uovo di Pasqua gioiello che l'ultimo Zar di Russia, Nicola II donò a sua madre, l'imperatrice vedova Marija nel 1913.
Fu fabbricato a San Pietroburgo sotto la supervisione di Albert Holmström, per conto del gioielliere russo Peter Carl Fabergé, della Fabergè, che emise fattura il 13 aprile 1913 per 24.600 rubli, la più elevata per un uovo imperiale.
Fu la nipote di Albert, Alma Theresia Pihl, a disegnare l'uovo.
L'uovo è così descritto nella fattura:

## Proprietari
Dopo la caduta della dinastia Romanov causata dalla Rivoluzione russa nel 1917 l'uovo, come molti altri tesori imperiali, fu confiscato dal Governo Provvisorio Russo e poi inviato al Palazzo dell'Armeria; nel 1922 fu trasferito insieme ad altri preziosi al Sovnarkom per essere venduto.
Attorno al 1927 fu una delle nove uova vendute dall'Antikvariat ad Emanuel Snowman della gioielleria Wartski, di Londra.
L'8 marzo 1934 fu venduto a Lord Alington (sic), proprietario terriero di Londra. 
Dal giugno 1935 il proprietario rimase anonimo. 
Il 10 maggio 1948 il proprietario era Sir Bernard Eckstein, magnate britannico dello zucchero e del cotone.
L'8 febbraio 1949 fu venduto da Sotheby's di Londra per 1.870 sterline al britannico A. Bryan Ledbrook, un collezionista che teneva l'uovo nel suo garage a Pimlico; dopo la sua morte, attorno al 1975, l'uovo scomparve per riapparire nel 1994 in una cassaforte a Londra.
Il 16 novembre 1994 fu venduto per 7.263.500 franchi svizzeri, da Christie's di Ginevra per conto di un trust, a un offerente telefonico, che partecipava in nome di un acquirente statunitense.
Nel 2002 l'uovo è stato venduto per 9,6 milioni di USD in un'asta da Christie's di New York ad un offerente che partecipava per conto dell'Emiro del Qatar Hamad bin Khalifa Al Thani.

## Descrizione
Il sottile guscio trasparente dell'uovo dell'inverno è fatto di cristallo di rocca finemente cesellato all'interno per simulare cristalli di ghiaccio, 
simili motivi in platino, coperti con 1.308 diamanti taglio rosetta, sono applicati in scanalature incise sull'esterno.
L'uovo si apre verticalmente in due metà incernierate, con i bordi di platino scalettati attorno alla cerniera e decorati con 360 brillanti, che incorniciano sulla cima una pietra di luna taglio cabochon dipinta sul retro con la data 1913.
L'uovo è tenuto in posizione verticale da un perno, sulla sua base di cristallo di rocca scolpita come un blocco di ghiaccio in fusione, sulla quale sono applicati rivoletti di diamanti taglio rosetta montati su platino.

### Sorpresa
La sorpresa è un cestino a due manici di platino, sospeso ad un gancio pure di platino, tempestato con 1.378 diamanti taglio rosetta e pieno di anemoni dei boschi che emergono da un letto di muschio d'oro.
Ogni è fiore è realisticamente scolpito in un unico pezzo di quarzo bianco con il centro formato da un granato demantoide, gambo e stami di filo d'oro e le foglie delicatamente scolpite nella nefrite, alcuni sono semi-dischiusi o in bocciolo.
Alla base del cestino è inciso in lettere romane "Fabergè 1913".
Le composizioni floreali create da Fabergé, come questo il cestino di fiori primaverili, spiccano tra le opere più tecnicamente impegnative prodotte dalla ditta.
Il tema dei fiori di primavera era particolarmente celebrato tra l'élite russa, come simbolo di felicità e di rinnovata speranza dopo gli inverni lunghi e spietati.
Sia l'uovo che la base del cestino sono datati 1913, un anno importante perché si compiva il tricentenario della dinastia dei Romanov, celebrato fastosamente in tutta la Russia imperiale.

## Ispirazione

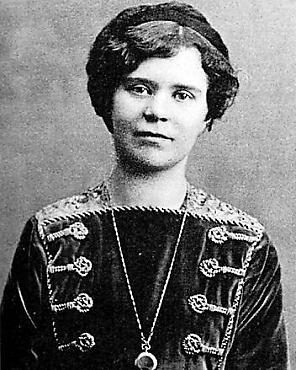
Alma Theresia Pihl.

Molte delle uova imperiali di Fabergé si basano su standard rococò e neoclassici,
ancorché superbamente eseguiti in oro e smalto, ma Alma Theresia Pihl si staccò da questi elementi convenzionali per produrre una magica opera di genio.
La storia racconta che Alma è stata ispirata da cristalli di ghiaccio sul vetro di una finestra.
Questo motivo invernale divenne la base per le numerose spille "fiori di brina" e altri oggetti realizzati da Fabergé per Emanuel Nobel, un ricco industriale.
Il tema è stato utilizzato, in forma diversa, anche nell'Uovo di ghiaccio Nobel.